# Fairbanks, Aljaska
Fairbanks je, s 31.324 stanovnika (prema popisu iz 2005.) drugi po veličini grad na Aljaski, iza Anchoragea. Fairbanks se nalazi u unutrašnjosti Aljaske, na rijeci Chena, u blizini najvišeg vrha Sjeverne Amerike, Mount McKinleya. Udaljen je 576 km od Anchoragea i tri sata leta od Seattlea. 

## Zemljopisne odrednice
Prema Köppenovoj klasifikaciji klime, Fairbanks ima subarktičku klimu, s ekstremnim varijacijama temperature, čestim nevremenima praćenih tučom i sniježnim olujama, čak i usred ljeta. Zima je veoma duga i traje od listopada do sredine travnja. Najniža temperatura izmjerena je 14. siječnja 1934. i iznosila je -54,4 °C. Prosječna temperatura u siječnju se kreće između -28 i -19 °C. Ljeta su izrazito vruća, s temperaturama često preko 30 °C. Prosječna temperatura u srpnju je između 12 i 22 °C, a najviša temperatura izmjerena je 28. srpnja 1919. i iznosila je 37,2 °C. Kao specifičnost polarne klime, između ljetnog i zimskog suncostaja su ekstremne razlike u duljini dnevne svjetlosti: 21. lipnja dan traje 21 sat i 49 minuta, dok 21. prosinca traje samo 2 sata i 42 minute.
Ukupna površina gradskog područja je 84,60 km² (82,50 km² kopna i 2,10 km² vodenih površina.
Polarna svjetlost (Aurora borealis) može se vidjeti oko 200 dana u godini, što je jedna od glavnih turističkih atrakcija Fairbanksa i okolnog područja.

## Povijest
Grad su osnovali Felix Pedro, talijanski doseljenik i tragač za zlatom, i E.T. Barnette, američki trgovac. Pedro je 1902. pronašao zlato u području današnjeg Fairbanksa, a Barnette je na tom mjestu izgradio trgovačku postaju. Kao i drugdje u doba zlatne groznice, vrlo brzo je osnovan i grad, i to 10. studenog 1903. godine, a Barnette je izabran za prvog gradonačelnika. U čast Charlesa Fairbanksa, senatora i kasnijeg potpredsjednika SAD-a, grad je ponio njegovo ime. 1905. u Fairbanks dolazi hrvatski izumitelj Pero Mišković. Tamo je i rođen njegov sin, također izumitelj John Mišković.

## Gospodarstvo
Glavne ekonomske djelatnosti u Fairbanksu su promet, rudarstvo i turizam. U gradu je također i vojna baza s 8.000 ljudi. U okolici su značajna nalazišta zemnog plina i nafte.

## Gradska uprava
Gradom upravlja šesteročlano gradsko vijeće, na čelu s gradonačelnikom. Od 2016. gradonačelnik Fairbanksa je JIm Matherly iz Republikanske stranke.

## Vanjske poveznice
- Službena stranica

### Ostali projekti
|  | Zajednički poslužitelj ima stranicu o temi Fairbanks, Aljaska |